# Collège-lycée Jacques-Decour
Collège-lycée Jacques-Decour je základní a střední škola v Paříži, která sídlí na adrese 12 Avenue Trudaine. Vznikla v roce 1821 z bývalé koleje Sainte-Barbe pařížské univerzity, založené v 15. století, která byla po Francouzské revoluci rozdělena na dvě instituce: collège Sainte-Barbe-Nicolle v Rue des Postes a collège Sainte-Barbe-Lanneau v Rue Cujas, obě v 5. obvodu. Postupně se jmenovala collège Sainte-Barbe (v roce 1821), collège Rollin (v roce 1830), lycée Rollin (v roce 1919) a nakonec lycée Jacques-Decour (v roce 1944). Je to jediná pařížská střední škola, která byla po osvobození pojmenována po jednom z jejích učitelů, který byl jako odbojář popraven nacisty v roce 1942. Školní komplex Jacques-Decour – základní školu, střední školu a vědecké a obchodní přípravné třídy navštěvuje kolem 1700 žáků. Jedná se o jedinou střední školu v Île-de-France, která nabízí výuku v čínštině.

## Historie

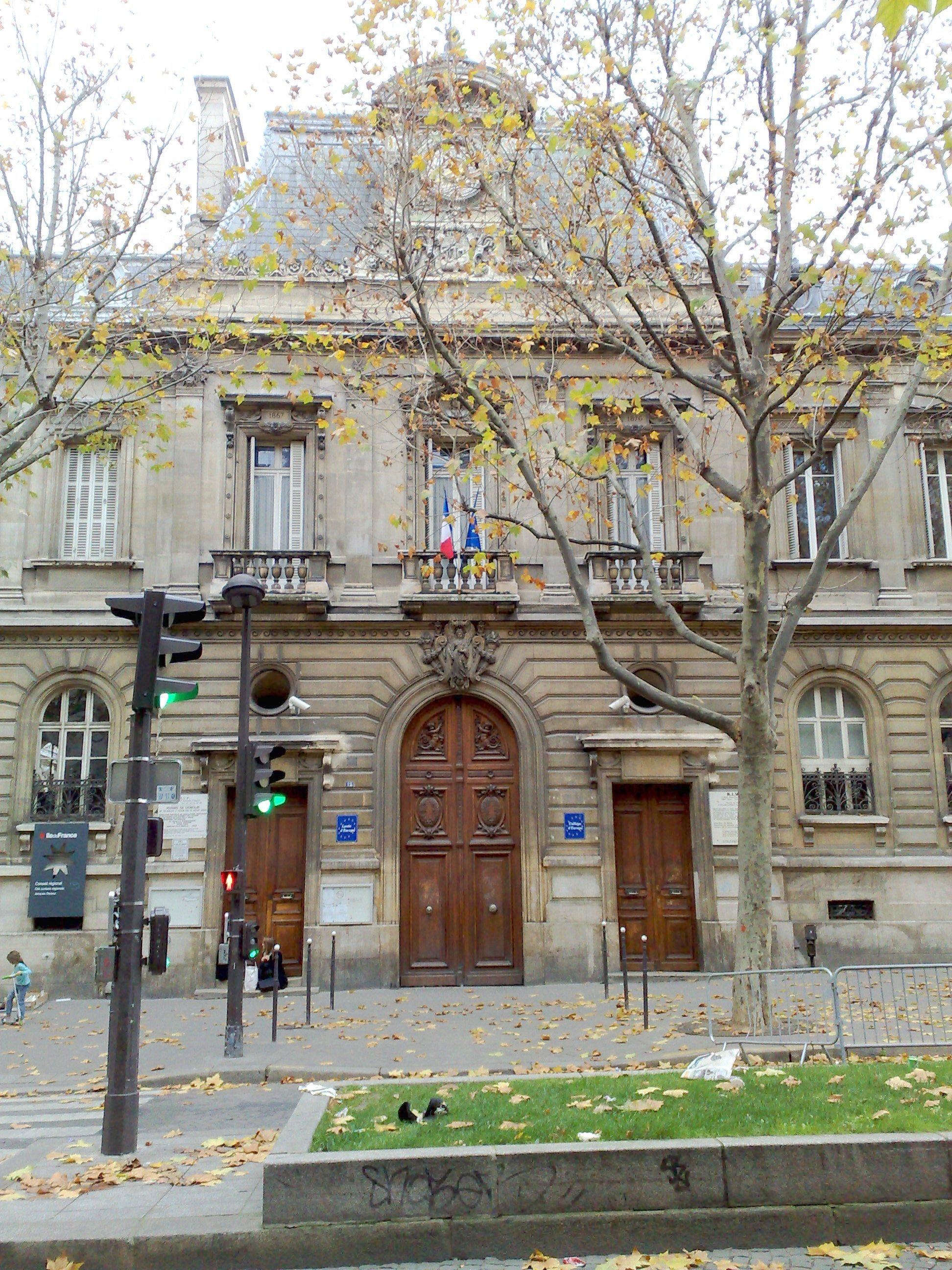
Hlavní vchod.

Budova školy byla postavena v letech 1867–1876 na místě jatek na Montmartru, které byly zbořeny v roce 1867.
Po rozdělení koleje Sainte-Barbe na dvě zařízení se každé z nich snažilo zachovat název „Sainte-Barbe".
- Jednu provozoval Victor de Lanneau od roku 1798 pod názvem collège Sainte-Barbe-Lanneau v Rue Cujas.
- Druhá sídlila v Rue des Postes a nazývala se collège Sainte-Barbe-Nicolle, neboť ji vedli bratři Henri Nicolle (1767–1829) a Charles Nicolle (1758–1835).

Vyhláškou Královské rady o veřejném vyučování ze dne 28. srpna 1821 byla instituce v Rue des Postes určena za školu v plném rozsahu. Dne 2. července 1822 stejná rada povolila škole v Rue des Postes, aby nesla jméno collège Sainte-Barbe. Škola sídlila v bývalém klášteru Filles de Saint-Michel, který byl uzavřen v roce 1790. Vyhláškou téže rady ze dne 6. října 1830 byla collège Sainte-Barbe na Rue des Postes přejmenována na collège Rollin, zatímco collège Sainte-Barbe vedené Victorem de Lanneau si ponechala svůj název.
Collège Rollin zůstala na Rue des Postes (dnes Rue Lhomond) až do roku 1876. V roce 1826 obdržela status pařížské městské školy. Baron Haussmann přenesl collège Rollin na její dnešní umístění na Avenue Trudaine.
Budova školy, která má čtyři nádvoří, kapli, divadlo a muzeum, zabírá 3,5 ha. Postavil ji v letech 1867–1876 architekt Napoléon Alexandre Roger (1806–1883) na místě bývalých jatek na Montmartru.
Do roku 1944 škola nesla jméno historika, univerzitního profesora a rektora Charlese Rollina (1661–1741). Poté byla pojmenována na počest Jacquese Decoura (1910–1942), zdejšího profesora němčiny, spisovatele a člena francouzského odboje, který byl popraven v roce 1942 na Mont-Valérien. Každý rok se předčítá jeho dopis na rozloučenou rodičům před zastřelením.
Na hlavním nádvoří několik plaket vzdává hold bývalým studentům, učitelům a zaměstnancům, kteří zemřeli během různých konfliktů (1914–1918, 1939–1945, Maroko), je na nich zaznamenáno 245 jmen.
Varhany ve školní kapli byly postaveny v roce 1893. V letech 1974–1982 vedl učitel hudby Bernard Manguin tým studentů k jejich opravě. Nástroj harmonizoval varhanář Jean-PierreSwiderski. Opravené varhany byly slavnostně zprovozněny v roce 1982. V rámci 250. výročí úmrtí Johanna Sebastiana Bacha zde bylo uvedeno jeho kompletní varhanní dílo.
V prosinci 1967 založil Maurice Najman (1949–1999) akční výbory lycea (comités d'action lycéens), které sehrály ústřední roli během událostí z května 1968.
Studenti byli v tomto období inspirováni situacionisty. V květnu 68 byla škola obsazena dnem i nocí. Učebny se přejmenovaly na Antonin Artaud, André Breton a Tristan Tzara. V následujících letech se ve sklepení školy tajně scházela komunita středoškoláků přejmenovaných na „Ravachol-City" na počest slavného anarchisty.
V roce 1974 bylo díky ministerské iniciativě, která měla představit informatiku studentům a učitelům, kteří projevili zájem, bylo Lycée Jacques-Decour vybráno mezi 58 středních škol pro využití software a výuku programovacího jazyka LSE. Někteří učitelé různých oborů byli vyškoleni v počítačovém programování. Provozovna byla vybavena na tehdejší dobu ultramoderním počítačovým vybavením (minipočítač CII Mitra 15 s pevným diskem, osmipalcovou disketovou mechanikou, několika monitory s klávesnicemi Sintra TTE a tiskárnou Teletype ASR-33).
V květnu 2009 byla na školním dvoře za přítomnosti Simone Veilové, jejíž otec André Jacob (1890–1944) zde studoval, odhalena pamětní deska se jmény 27 židovských středoškoláků, z nichž 26 zahynulo při deportaci a jeden byl zastřelen za činnost v odboji – Julien Selonczyk.
Na konci roku 2009 Národní poradní komise pro lidská práva a Ministerstvo školství udělily škole „Cenu René Cassina za lidská práva" za připomínání holokaustu a prevenci zločinů proti lidskosti.

## Lycée Jacques-Decour ve filmu
- V roce 2019 se zde natáčely scény k filmu Láska na druhý pohled.
- Škola sloužila jako dějiště filmu Nikdo mě nemá rád režiséra Françoise Truffauta.
- Ve filmu Brigády tygrů z roku 2006 se bojové scény mezi dvěma inspektory v podání Oliviera Gourmeta a Alaina Figlarze natáčely v tělocvičně.
- Scény uvnitř školy ve filmu Mikulášovy patálie z roku 2009 vznikly na této škole.
- Les Garçons de Rollin – Un lycée sous l'Occupation – 1940 je dokumentární film z roku 2013.
- V roce 2015 se zde natáčela filmová komedie Bis.
- Scény ve škole a ve školní kapli pro La Belle Saison režisérky Catherine Corsini z roku 2015.
- Scény z Institutu Saint-Donatien ve třetí série L'Art du crime z roku 2018.
- Scéna z katolické školy Saint-Benoît, z filmu Třídní boj režiséra Michela Leclerca s Leïlou Bekhti a Édouardem Baerem z roku 2019.
- Scény ze seriálu Lupin natáčené ve staré učitelské knihovně v letech 2020–2021.

## Osobnosti školy

### Učitelé
- Just-Jean-Étienne Roy (1794–1871), spisovatel
- Jules Michelet (1798–1874), historik
- Jacques Charles François Sturm (1803–1855), matematik
- Henri Wallon (1812–1904), historik a politik
- Félix Ravaisson (1813–1900), profesor filozofie
- Édouard Jannettaz (1832–1899), mineralog a geolog
- Émile Beaussire (1824–1889), filozof a politik
- Albert Lange (1842–1915), profesor němčiny
- Stéphane Mallarmé (1842–1898), básník, profesor angličtina
- Édouard Branly (1844–1940), fyzik a lékař
- Charles Rinn (1849–1929), helénista a lexikograf
- Hippolyte Monin (1854–1915), historik
- Henri Bergson (1859–1941), nositel Nobelovy ceny za literaturu
- Léon Roger-Milès (1859–1928)
- Victor Auzat (1865–1939),lékař a entomolog
- Georges-Henri Luquet (1876–1965), filozof
- Jules Romains (1885–1972), filozof
- Jean Bouzet (1892–1954), hispanista, lingvista a básník
- Fernand Cohen, fyzik
- Louis Francis (1900–1959), profesor literatury
- Irénée Barbance (1901–1980), matematička
- Camille Lebossé (1905–1995), matematička
- Ferdinand Alquié (1906–1985), filozof
- Robert Dauvergne (1908–1977), historik a geograf
- Daniel Decourdemanche (1910–1942), profesor němčiny
- Jean-Pierre Vernant (1914–2007)
- François Chamoux (1915–2007), člen Académie des inscriptions et belles-lettres
- Jean-Louis Curtis (1915–1995), spisovatel
- Jacques Vilfrid (1923–1988), scenárista
- Bernard Pottier (* 1924), lingvista
- Jean Girault (1924–1982), režisér, autor série o četnících s Louis de Funès
- Henri Patez (1927–2014), malíř
- Michel Clouscard (1928–2009), profesor literatury
- Irène Frain (née en 1950), spisovatelka a historička
- Jean Lauxerois (* 1948), filozof, překladatel ze staré řečtiny a němčiny
- Andreï Makine (* 1957), spisovatel
- Alex Taylor, novinář

### Studenti
- Nisard (1806–1888), politik, spisovatel
- Charles de Montalembert (1810–1870), novinář, historik a politik
- Victor Duruy (1811–1894), historik a politik
- Félix Ravaisson (1813–1900), filozof a archeolog
- Charles Sainte-Claire Deville (1814–1876), geolog a meteorolog
- Jules Barni (1818–1878), filozofa politik
- Henri Sainte-Claire Deville (1818–1881), chemik
- Jules Hoüel (1823–1886), matematik
- Gustave Moreau (1826–1898), malíř, rytec a sochař
- Louis Roland-Gosselin (1826–1907), finančník
- Gustave Lebaudy (1827–1889), průmyslník a politik
- Gilbert Lesage (1910–1989), kvaker, spravedlivý mezi národy
- Édouard Manet (1832–1883), malíř
- Antonin Proust (1832–1905), novinář a politik
- Gaston Paris (1839–1903), medievalista a filozof
- Georges Sorel (1847–1922), filozof a sociolog
- Georges Courteline (1858–1929), dramatik
- Armand Point (1860–1932), malíř
- John-Antoine Nau (1860–1918), americký spisovatel a básník
- Paul Bluysen (1861–1828), politik
- Paul Signac (1863–1935), malíř
- Jules Ronjat (1864–1925), lingvista
- Georges Verlaine (1871–1926)
- Henri Barbusse (1873–1935), spisovatel
- Paul Landowski (1875–1961), sochař
- Léon-Paul Fargue (1876–1947), básník
- Francisque Poulbot (1879–1946), kreslíř a ilustrátor
- Don Sauveur Paganelli (1888–1979), politik
- Emile Servan-Schreiber (1888–1967), novinář
- André Jacob (1891–1944), architekt, otec Simone Veilové
- Maurice Utrillo (1883–1955), malíř
- Jacques Stosskopf (1898–1944), odbojář
- Bernard Harry (1898–1979), kanadský spisovatel a novinář
- Max Hymans (1901–1961), politik
- André Berry (1902–1986), básník
- Pierre Lazareff (1907–1972), novinář
- Jacques Solomon (1908–1942), fyzik, zastřelený na Mont Valérien
- Willy Ronis (1910–2009), fotograf
- Jean-Pierre Aumont (1911–2001), herec
- Lucie Aubrac (1912–2007), odbojář
- Dionys Mascolo (1916–1997), esejista
- André Danzin (1919–2019), vědec a politik
- Joël Le Tac (1918–2005), odbojář a politik
- Ginette Cros (1921–2002), odbojář
- Tony Bloncourt (1921–1942), odbojář, zastřelený na Mont Valérien
- Rouben Mélik (1921–2007), básník
- Henri Alleg (1921–2013), novinář
- Edgar Morin (* 1921), sociolog
- Carlo Schönhaar (1924–1942), odbojář, zastřelený na Mont Valérien
- André Bessière, (1926–2017), odbojář
- Raymond Lévy (* 1927), inženýr a podnikatel
- Philippe Bouvard (* 1929), novinář
- Claude Nougaro (1929–2004), skladatel a básník
- Edmond Maire (1931–2017), syndikalista
- François Truffaut (1932–1984), režisér a scenárista
- Jeanloup Sieff (1933–2000), fotograf
- Pierre Richard (* 1934)
- Guy Claisse (1934–2016), novinář, spisovatel a vinař
- Jean-Claude Casadesus (* 1935), dirigent
- Boris Cyrulnik (* 1937), neurolog, psychiatr, etolog a psychoanalytik
- Roland Topor, ilustrátor, malíř, básník, režisér, zpěvák a herec
- Jean Clair (* 1940), historik umění, člen Francouzské akademie
- Claude Karnoouh (1940–2021), antropolog
- Michel Denis (psychologue) (* 1943), výzkumník CNRS
- Pierre Arditi (* 1944), herec
- Patrick de Funès (* 1944), lékař, syn Louise de Funèse
- Henri Weber (* 1944), politik
- Alain Chastagnol (1945–2010), politik
- Marc Delouze (* 1945), básník
- Jean Morange (* 1946), právník
- Léo Scheer (* 1947), sociolog
- Dominique Chapuis (1948–2001), kameraman a spisovatel
- Michel Recanati (1948–1978), trockista
- Dominique Lacout (* 1949), filozof a spisovatel
- Roger-Pol Droit (1949), filozof
- Maurice Najman (1949–1999), novinář
- Armand Farrachi (1949), spisovatel
- Daniel Vaillant (* 1949), politik
- Martin Melkonian (* 1950), spisovatel
- Bertrand Meyer (* 1950), informatik
- Christophe Lab (* 1951), architekt
- Maurice Ronai (* 1951), výzkumník
- Richard Pinhas (* 1951), hudebník
- François Recanati (* 1952), filozof
- Joël Gayraud (* 1953), překladatel a básník
- Patrick Kron (* 1953), podnikatel
- Thierry Herzog (* 1955), advokát, důstojník Řádu Čestné legie
- Marc Taraskoff (1955–2015), malíř
- Zool Fleischer (* 1958), hudebník
- Gérard Pullicino (* 1958), režisér, producent a skladatel
- Aurélien Recoing (* 1958), herec
- Jean-Luc Gaget (* 1958), režisér, scenárista, držitel Césara pro nejlepší původní scénář za Vodní efekt
- Laurent Bénégui (* 1959), producent, scenárista
- Régis Gayraud (* 1959), slavista
- Pierre Mérot (* 1959), spisovatel
- Jérôme Dorville (* 1961), novinář
- Chad Chenouga (* 1962), režisér a herec
- Éric Reinhardt (* 1965), spisovatel
- Guillaume Dustan (1965–2005), spisovatel
- Gaëtan Roussel (* 1972), skladatel a hudebník
- Maitre Gims (* 1986), rapper
- Taous Merakchi (* 1987), herečka